# Katy Tur
 (juin 2022).
La mise en forme du texte ne suit pas les recommandations de Wikipédia : il faut le « wikifier ».
Les points d'amélioration suivants sont les cas les plus fréquents. Le détail des points à revoir est peut-être précisé sur la page de discussion.
- Les titres sont pré-formatés par le logiciel. Ils ne sont ni en capitales, ni en gras.
- Le texte ne doit pas être écrit en capitales (les noms de famille non plus), ni en gras, ni en italique, ni en « petit »…
- Le gras n'est utilisé que pour surligner le titre de l'article dans l'introduction, une seule fois.
- L'italique est rarement utilisé : mots en langue étrangère, titres d'œuvres, noms de bateaux, etc.
- Les citations ne sont pas en italique mais en corps de texte normal. Elles sont entourées par des guillemets français : « et ».
- Les listes à puces sont à éviter, des paragraphes rédigés étant largement préférés. Les tableaux sont à réserver à la présentation de données structurées (résultats, etc.).
- Les appels de note de bas de page (petits chiffres en exposant, introduits par l'outil «  Source ») sont à placer entre la fin de phrase et le point final[comme ça].
- Les liens internes (vers d'autres articles de Wikipédia) sont à choisir avec parcimonie. Créez des liens vers des articles approfondissant le sujet. Les termes génériques sans rapport avec le sujet sont à éviter, ainsi que les répétitions de liens vers un même terme.
- Les liens externes sont à placer uniquement dans une section « Liens externes », à la fin de l'article. Ces liens sont à choisir avec parcimonie suivant les règles définies. Si un lien sert de source à l'article, son insertion dans le texte est à faire par les notes de bas de page.
- La présentation des références doit suivre les conventions bibliographiques. Il est recommandé d'utiliser les modèles {{Ouvrage}}, {{Chapitre}}, {{Article}}, {{Lien web}} et/ou {{Bibliographie}}. Le mode d'édition visuel peut mettre en forme automatiquement les références.
- Insérer une infobox (cadre d'informations à droite) n'est pas obligatoire pour parachever la mise en page.

Pour une aide détaillée, merci de consulter Aide:Wikification.
Si vous pensez que ces points ont été résolus, vous pouvez retirer ce bandeau et améliorer la mise en forme d'un autre article.
Katherine Bear Tur (née le 26 octobre 1983)  est une auteure et journaliste américaine travaillant comme correspondante pour NBC-News. Elle est présentatrice de daytime sur MSNBC ayant succédé à Chris Jansing car animant Katy Tur Reports, diffusé de 14h00 à 16h00,elle,également,fait reportages,plateformes d'information NBCEarly Today,Today, NBC Nightly News, Meet the Press, WNBC-TV, MSNBC eThe Weather Channel.

## Débuts
Katy Tur est la fille des journalistes Zoey Tur et Marika Gerrard. Elle est diplômée de la Brentwood School (2001),  et de l'Université de Californie, Santa Barbara (2005) avec un Bachelor of Arts (équivalent, en France, d'une licence) en philosophie,.

## Carrière
Katy Tur a effectué des reportages pour KTLA, HD News/ Cablevision, News 12 Brooklyn, WPIX-TV et Fox 5 New York. Plus tard, Tur a travaillé comme chasseuse de tempêtes pour The Weather Channel dans l'équipe VORTEX2 du réseau.

### Travail pour NBC news
En 2009, Katy Tur a rejoint la station locale de NBC à New York, WNBC-TV, puis est devenue l'étendard de NBC News au niveau du réseau national. Cette année-là, elle a reçu le prix Best Spot News Award de l'AP pour sa couverture de l' effondrement d'une grue en mars 2008 dans l'Upper East Side de Manhattan. Pendant son séjour à NBC News, elle a couvert la mort de Cory Monteith, une attaque à moto contre un SUV et la recherche du vol 370 de Malaysia Airlines.

### Correspondante de la campagne Trump
Katy Tur était le journaliste intégré de NBC News et MSNBC lors de la campagne présidentielle de 2016 de Donald Trump.
À plusieurs reprises lors de ses rassemblements électoraux, Trump l'a pointé du doigt afin de critiquer la presse. Lors d'un événement en Floride, Katy Tur a été huée par des partisans de Trump et, selon le présentateur de CNN Wolf Blitzer, harcelée verbalement. Selon la directrice de campagne de Trump, Kellyanne Conway, « [Trump] ne voulait pas dire cela de manière malveillante », et il ne voulait pas que quelqu'un l'attaque ou la harcèle.
En 2017, Katy Tur a reçu le prix Walter Cronkite pour l'excellence en journalisme.
Katy Tur a réfléchi à la couverture de la campagne Trump et à son traitement lors des rassemblements électoraux dans un article pour Marie Claire. En septembre 2017, Katy Tur a publié un livre, Unbelievable: My Front-Row Seat to the Craziest Campaign in American History, racontant son expérience dans la couverture de la campagne présidentielle de 2016 de Donald Trump,. Le livre a passé plusieurs semaines sur la liste des best-sellers du New York Times.

## Vie privée
De 2006 à 2009, Katy Tur était en couple avec le commentateur politique et animateur sportif de MSNBC, Keith Olbermann. 
Elle a finalement épousé Tony Dokoupil, correspondant de CBS News, le 27 octobre 2017, dans l'Utah,,. Elle a annoncé qu'elle était enceinte de leur premier enfant ensemble le 13 décembre 2018. Elle a donné naissance à un fils le 13 avril 2019. Elle a également deux beaux-enfants du premier mariage de Dokoupil. En janvier 2021, elle a révélé qu'elle était enceinte de son deuxième enfant. Elle a donné naissance à une fille le 13 mai 2021.
Tur est fan du groupe Phish, et a parfois fait référence au groupe et a incorporé leurs paroles dans ses reportages. 
Elle parle couramment l'espagnol. 
Katy Tur s'est disputée avec sa mère Zoey Tur, et les deux ne se sont pas parlé pendant plusieurs années. Dans son livre de 2022, Rough Draft: A Memoir, Tur détaille les réalisations de ses parents, ainsi que sa relation avec eux tout en étant élevée en tant que fille de « parents en tant que pionniers de la diffusion qui se mettent souvent en danger ».